# Saison 2016-2017 du Montpellier Hérault Sport Club (féminines)
Maillots
Chronologie
Saison précédente Saison suivante
La saison 2016-2017 de la section féminine du Montpellier Hérault Sport Club est la vingtième saison consécutive du club héraultais en première division du championnat de France et la vingt-quatrième saison du club à ce niveau depuis 1985.
Jean-Louis Saez est à la tête du staff montpelliérain lors de cette nouvelle saison qui fait suite à plusieurs saisons aux avant-postes pour le club, sans pour autant parvenir à décrocher un titre national. Les objectifs pour cette saison sont donc identiques à ceux des saisons précédentes, les dirigeants espérant au moins une qualification européenne qui échappe aux pailladines depuis six saisons. Alors que l'Olympique lyonnais et le Paris Saint-Germain semblent repartis pour un duel en début de saison, les pailladines restent à l'affût et profite en fin de saison d'un mauvaise passe du club parisien pour atteindre la seconde place de championnat, synonyme de qualification pour la Ligue des champions.
Le Montpellier HSC évolue également au cours de la saison en Coupe de France, où elle se font éliminer dès les quarts de finale par l'AS Saint-Étienne sur le score d'un but à zéro.

## Avant saison

### Transferts
Les dirigeants pailladins sont peu actif sur le marché des transferts lors de cet intersaison, préférant la stabilité au recrutement impulsif. Fin juin, le club annonce tout de même l'arrivée de Clarisse Le Bihan en provenance de l'EA Guingamp et le départ de leur milieu de terrain brésilienne, Andressa Alves da Silva, pour le FC Barcelone ainsi que celui de Rumi Utsugi qui quitte le club après six ans de bon et loyaux service pour rejoindre le Seattle Reign FC.
En janvier, les internationales belge Janice Cayman et suédoise Stina Blackstenius rejoignent le club après une saison passée au New York Flash Western au sein de la prestigieuse National WSL américaine pour la première et quatre ans de bons et loyaux service au Linköpings FC dans son pays natal pour la seconde.

### Préparation d'avant-saison
Les féminines du Montpellier HSC reprennent l'entrainement le 25 juillet et leur entraineur leur a déjà prévu au moins trois rencontres amicales d'ici le début du championnat.

## Compétitions

### Championnat

#### Phase aller - Journée 1 à 11
La saison démarre sur de bonnes bases pour les filles de Jean-Louis Saez en s'imposant facilement lors de l'ouverture de la saison face au FC Metz sur le score de cinq buts à zéro, puis lors de la seconde journée à domicile face à l'EA Guingamp sur le score de trois buts à zéro. Face à l'Olympique de Marseille, qui s'était imposé contre les pailladines lors d'un match de préparation, ces dernières ne leur font aucun cadeau et étrilles les olympiennes sur leur pelouse cinq buts à zéro, avant de venir à bout de l'AS Saint-Étienne après la trêve internationale, sur le score de trois buts à zéro. Les deux journées suivantes sont un premier tournant du championnat puisque les pailladines se déplacent successivement chez le FCF Juvisy et le Paris Saint-Germain, deux de leur adversaires direct aux deux premières places du championnat. Elles négocient très bien le premier de ces périlleux déplacement en s'imposant deux buts à un grâce à Sandie Toletti et Sofia Jakobsson, avant de chuter chez leurs poursuivantes direct un but à zéro lors de la journée suivante. À la suite du report du match face à l'ASPTT Albi, il faut attendre la 8e journée pour voir les pailladines réagir en s'imposant quatre buts à un face au Rodez AF avec un doublé de l'incontournable Sofia Jakobsson, puis de s'imposer un petit but à zéro face aux Girondins de Bordeaux lors de la journée suivante. La dixième journée est un tournant de la saison, car alors que les pailladines se déplacent chez l'Olympique lyonnais, leurs adversaires directes jouent également des matchs compliqués et c'est malheureusement les multiples championnes de France en titre qui s'imposent une fois de plus sur le score de deux buts à un. Les montpelliéraines terminent la phase aller en s'imposant sur le terrain de l'ASJ Soyaux sur le score de deux buts à zéro, maintenant ainsi d'infime chance de finir à une des deux premières places du championnat. Les filles de Jean-Louis Saez terminent l'année avec un match en retard de la 7e journée en s'imposant largement contre l'ASPTT Albi, sept buts à zéro avec notamment un quadruplé de Sofia Jakobsson.

#### Phase retour - Journée 12 à 22
L'année 2017 démarre sur les chapeaux de roues pour les filles de Jean-Louis Saez en s'imposant lors de la 12e journée sur le score de deux buts à un face au Paris Saint-Germain, qui a été déclassé à la troisième place durant la trêve à la suite d'une irrégularité lors de la première journée et permettant ainsi au club héraultais d'asseoir un peu plus sa deuxième place au classement. Mais les filles de Jean-Louis Saez connaissent un coup d'arrêt dès la journée suivante en étant tenue en échec zéro à zéro sur leur pelouse par le FCF Juvisy, puis en s'imposant difficilement contre les Girondins de Bordeaux deux buts à un, avant de chuter lourdement à domicile face aux intraitables joueuses de l'Olympique lyonnais, trois buts à zéro, pensant dire adieu à tout espoir de Coupe d'Europe. Mais lors de la journée suivante, alors que les pailladines s'imposent deux buts à zéro sur la pelouse de l'EA Guingamp, les parisiennes s'inclinent face au marseillaises, relançant ainsi la fin du championnat. Les pailladines enchaînent et maintiennent la pression sur leurs adversaires en s'imposant un but à zéro sur la pelouse de l'ASPTT Albi lors de la journée suivante, avant d'écraser l'Olympique de Marseille cinq buts à zéro, reprenant ainsi la seconde place du championnat aux parisiennes tenues en échec par l'EA Guingamp. Lors de la journée suivante alors que leurs adversaires sont occupées en Ligue des champions, les pailladines s'imposent huit buts à zéro sur la pelouse de l'AS Saint-Étienne, puis enchaînent avec une large victoire six buts à zéro contre le FC Metz pourtant toujours à la lutte pour son maintien et contre l'ASJ Soyaux sur le score de dix buts à zéro permettant ainsi aux montpelliéraines de se qualifier pour la Ligue des champions pour la première fois depuis 2009. Elles terminent la saison sur la pelouse du Rodez AF, où elles s'imposent quatre buts à zéro, grâce notamment à un doublé de Valérie Gauvin.

### Classement final et statistiques
Le Montpellier HSC termine le championnat à la deuxième place avec 18 victoires, 1 matchs nuls et 3 défaites. Une victoire rapportant désormais trois points et un match nul un point, le MHSC totalise 55 points soit huit points de moins que le club sacré champion, l'Olympique lyonnais. Les Montpelliéraines possèdent la deuxième meilleure attaque du championnat et la deuxième défense.
L'Olympique lyonnais est qualifié pour la phase finale de la Ligue des Champions 2017-2018 en compagnie du Montpellier HSC qui occupe la deuxième place. Les deux clubs relégués en Division 2 sont l'AS Saint-Étienne, après dix saisons au plus haut niveau, et le FC Metz après un an au plus haut niveau.
| Rang | Équipe                   | Pts | J  | G  | N | P | Bp  | Bc | Diff |
| ---- | ------------------------ | --- | -- | -- | - | - | --- | -- | ---- |
| 1    | Olympique lyonnais T C   | 63  | 22 | 21 | 0 | 1 | 103 | 6  | +97  |
| 2    | Montpellier HSC          | 55  | 22 | 18 | 1 | 3 | 73  | 10 | +63  |
| 3    | Paris SG                 | 49  | 22 | 16 | 2 | 4 | 54  | 16 | +38  |
| 4    | Olympique de Marseille P | 35  | 22 | 11 | 2 | 9 | 32  | 38 | -6   |
| 5    | FCF Juvisy               | 32  | 22 | 9  | 5 | 8 | 42  | 25 | +17  |

- Phase finale de la Ligue des Champions 2017-2018

### Coupe de France
La coupe de France 2016-2017 est la 16e édition de la coupe de France, une compétition à élimination directe mettant aux prises les clubs de football à travers la France métropolitaine et les DOM-TOM. Elle est organisée par la FFF et ses ligues régionales.
Lors des 1/32e de finale, les pailladines affrontent l'Olympique de Marseille, ce qui est la seule confrontation entre équipe de première division à ce niveau de la compétition. Après un début de match difficile, elles s'imposent finalement sur le score de deux buts à un grâce à un but et une passe décisive de leur nouvelle recrue Janice Cayman. Lors du tour suivant les montpelliéraines s'imposent sans grande difficultés à domicile contre le Toulouse FC qui évolue en seconde division, sur le score de quatre buts à zéro. Alors que l'on joue les huitièmes de finale, les pailladines sont en déplacement chez le FC Domont, modeste club de Division d'Honneur, et s'imposent seize buts à zéro, ne laissant aucune chance aux franciliennes, mais elles réalisent une contre-performance lors du tour suivant en s'inclinant à domicile face à l'AS Saint-Étienne un but à zéro, alors qu'elles étaient favorite en tant qu'hôte de la rencontre.

### Matchs officiels de la saison
Le tableau ci-dessous retrace les rencontres officielles jouées par le Montpellier HSC durant la saison. Les buteurs sont accompagnés d'une indication sur la minute de jeu où est marqué le but et, pour certaines réalisations, sur sa nature (penalty ou contre son camp).
| Compétition     | Débute au tour | Place ou tour final | Matches joués | Gagnés | Nuls | Perdus | Buts pour | Buts contre | Différence |
| Division 1      | -              | 2e                  | 22            | 18     | 1    | 3      | 73        | 10          | +63        |
| Coupe de France | 1/32 de finale | 1/4 de finale       | 4             | 3      | 0    | 1      | 22        | 2           | +20        |
| Total           | -              | -                   | 26            | 21     | 1    | 4      | 95        | 12          | +83        |

## Joueurs et encadrement technique

### Encadrement technique
L'équipe est entraînée par Jean-Louis Saez, un entraîneur de 47 ans, en poste depuis l'été 2013 et ancien joueur du club dans les années 1980. Il a fait ses armes à l'AC Arles-Avignon où il a entraîné l’équipe première de 1992 à 2005, avant de s'occuper des jeunes du MHSC (-15 ans) et du Nîmes Olympique (-19 ans), pour retrouver l'AC Arles-Avignon en équipe réserve, puis en Ligue 1 le temps d’un intérim.

### Statistiques individuelles
| Joueuse               | Total |
| Sandie Toletti        | 8     |
| Marion Torrent        | 7     |
| Laetitia Tonazzi      | 5     |
| Janice Cayman         | 4     |
| Valérie Gauvin        | 3     |
| Sofia Jakobsson       | 3     |
| Sakina Karchaoui      | 3     |
| Clarisse Le Bihan     | 3     |
| Marie-Charlotte Léger | 3     |
| Lindsey Thomas        | 3     |
| Genessee Daughetee    | 2     |
| Marion Romanelli      | 2     |
| Anouk Dekker          | 1     |
| Virginia Torrecilla   | 1     |

| Joueuse               | Total |
| Sofia Jakobsson       | 15    |
| Lindsey Thomas        | 14    |
| Valérie Gauvin        | 13    |
| Stina Blackstenius    | 11    |
| Janice Cayman         | 9     |
| Marie-Charlotte Léger | 7     |
| Anouk Dekker          | 6     |
| Clarisse Le Bihan     | 6     |
| Sandie Toletti        | 4     |
| Laetitia Tonazzi      | 3     |
| Virginia Torrecilla   | 2     |
| Laura Agard           | 2     |
| Marine Haupais        | 1     |
| Linda Sembrant        | 1     |

### Joueuses en sélection nationale
Sept joueuses de l'effectif du Montpellier HSC ont déjà connus les honneurs d'être appelées en équipe de France. Cependant sur les sept, seulement Sakina Karchaoui participe aux Jeux olympiques 2016.
Cinq autres joueuses sont également internationales, les trois suédoises, Linda Sembrant, Stina Blackstenius et Sofia Jakobsson, Virginia Torrecilla avec l'équipe d'Espagne, Anouk Dekker internationale hollandaise et Janice Cayman, internationale belge.

## Affluence et télévision

### Affluence
Affluence du MHSC à domicile

### Retransmission télévisée
Profitant de la médiatisation de la Coupe du monde, la FFF avait lancé le lundi 11 juillet 2012 l’appel d’offre pour les droits TV du championnat de France. Ces derniers ont été remportés par France Télévision en duo avec la chaine Eurosport pour un contrat s'élevant à 110 000 euros.

## Équipe réserve et équipes de jeunes
Le club héraultais possède une équipe des moins de 19 ans qui participe au Challenge National Féminin U19.
| Rang | Équipe                  | Pts | J  | G | N | P  | Bp | Bc | Diff |
| ---- | ----------------------- | --- | -- | - | - | -- | -- | -- | ---- |
| 1    | Olympique de Marseille  | 26  | 10 | 8 | 2 | 0  | 46 | 6  | +40  |
| 2    | AS Saint-Étienne        | 23  | 10 | 7 | 2 | 1  | 53 | 7  | +46  |
| 3    | Montpellier HSC         | 20  | 10 | 6 | 2 | 2  | 62 | 6  | +56  |
| 4    | Grenoble Foot 38        | 12  | 10 | 4 | 0 | 6  | 22 | 30 | -8   |
| 5    | FF Nîmes Métropole Gard | 6   | 10 | 2 | 0 | 8  | 7  | 48 | -41  |
| 6    | FC Aurillac-Arpajon     | 0   | 10 | 0 | 0 | 10 | 2  | 95 | -93  |

| Rang | Équipe                  | Pts | J  | G  | N | P | Bp  | Bc | Diff |
| ---- | ----------------------- | --- | -- | -- | - | - | --- | -- | ---- |
| 1    | Montpellier HSC         | 30  | 10 | 10 | 0 | 0 | 100 | 1  | +99  |
| 2    | Girondins de Bordeaux   | 22  | 10 | 7  | 1 | 2 | 47  | 5  | +42  |
| 3    | ASPTT Albi              | 14  | 10 | 4  | 2 | 4 | 15  | 17 | -2   |
| 4    | FF Nîmes Métropole Gard | 13  | 10 | 3  | 4 | 3 | 16  | 26 | -10  |